# Musée des Îles Pitcairn

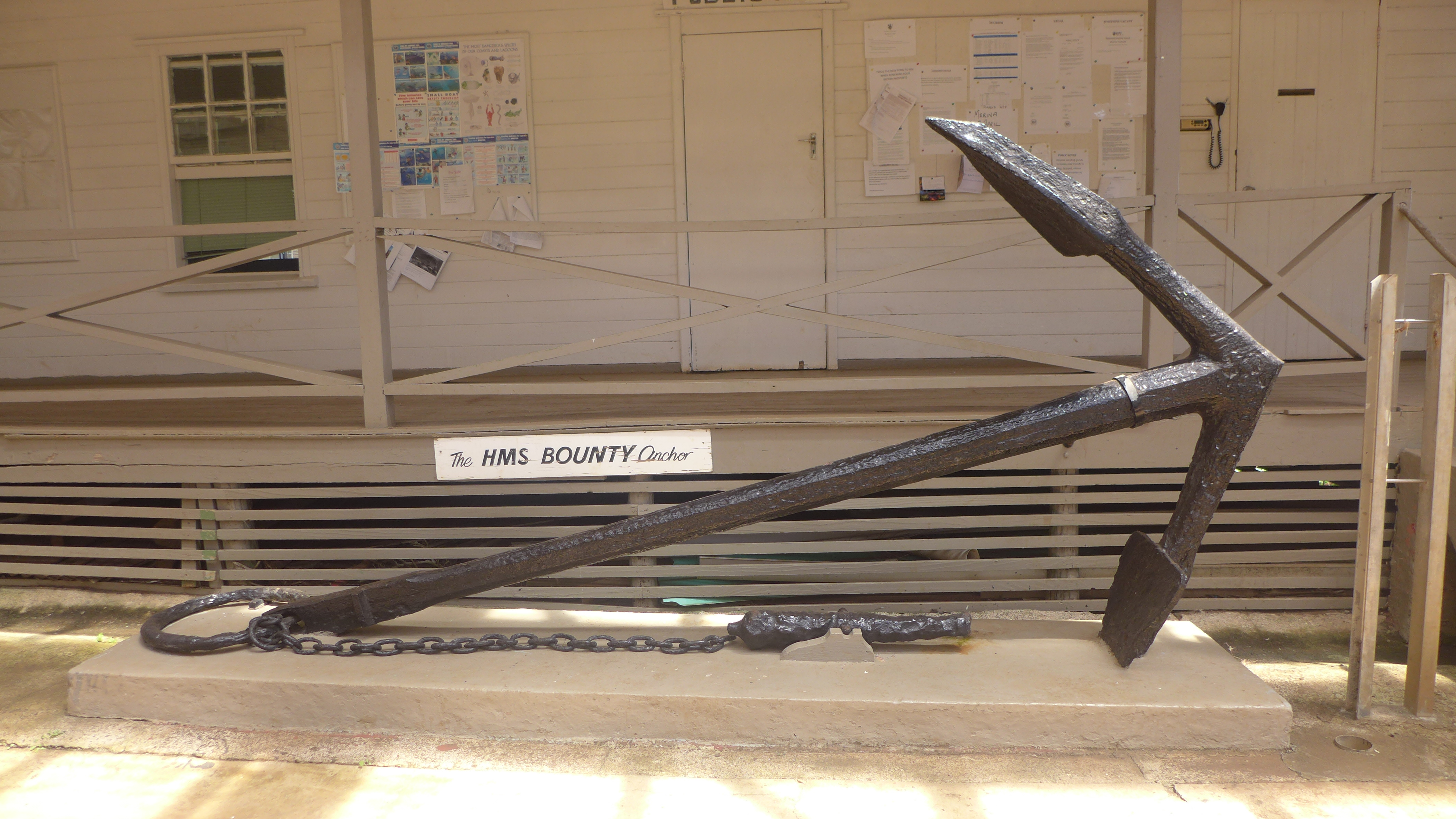

Pitcairn Island Museum est un musée des îles Pitcairn. Le musée était situé dans une école depuis de nombreuses années mais en 2005, il est installé dans un bâtiment neuf.
Les collections du musée se composent d'artefacts polynésiens (outils en pierre principalement) et de reliques de la mutinerie du HMS Bounty. Le musée présente aussi des livres et des articles en lien avec l'histoire de l'archipel.